# Anidarnes bicolor
Anidarnes bicolor är en stekelart som först beskrevs av William Harris Ashmead 1900.  Anidarnes bicolor ingår i släktet Anidarnes och familjen fikonsteklar. Inga underarter finns listade i Catalogue of Life.